# Zdenko Avdić
Zdenko Avdić (Omiš, 13. kolovoza 1922. – 22. studenoga 2000.), hrvatski najučinkovitiji hrvatski zračni as iz Drugog svjetskog rata koji je u osamnaest borbenih letova oborio deset protivničkih zrakoplova.

## Životopis
Rođen je u Omišu u obitelji preobraćenog muslimana iz Bosne i Talijanke koja je imala svoj hotel. Završio je klasičnu gimnaziju kod oca dominikanaca. Avdić je još od djetinjstva bio zainteresiran za letenje i kada je u ljeto 1941. godine Zapovjedništvo Zrakoplovstva Nezavisne Države Hrvatske (ZNDH) tražilo mladiće koji su željeli postati piloti odmah je otišao u Zagreb i prijavio se.
U listopadu 1943. je završio sa školovanjem za borbenog pilota. Borio se na Istočnom frontu u sastavu Hrvatske zrakoplovne legije (Kroaten-Staffeln 15./JG52). U studenom iste godine obara prvi zrakoplov.
U svojoj posljednjoj bitci na Kubanskom mostobranu prilikom vertikalnog bijega od brojnijih ruskih zrakoplova, Zdenka Avdića je na maksimalnoj visini prilikom ispravljanja zrakoplova, dočekalo nekoliko ruskih zrakoplova, od kojih ga je jedan 20 mm topovskim zrnom pogodio u lijevu stranu kabine zbog čeka je izgubio lijevu ruku. Odmah se obrušava nastojeći spasiti život no zbog krvarenja i djelovanja G-sile prilikom manevriranja na mahove gubi svijest.
Uspio je uspješno sletjeti u komadu "ničije zemlje" te ga je pronašla njemačka ophodnja. Lijeva ruka mu se nakon slijetanja ukočila oko ručice gasa te su mu prste lijeve šake bili izlomljeni tijekom oslobađanja iz kabine, no uspjeli su ga osloboditi te je bio prebačen do najbliže poljske bolnice (Feldlazarett) radi potrebne amputacije ruke, nakon koje je prebačen u bolnicu u Odesu, a zatim u Njemačku na kućnu njegu. Na izgubljenu ruku stavlja umjetnu i 1944. se vraća u Zagreb.
Nakon sloma NDH 1945., zarobljen je te provodi 18 mjeseci u zatvoru. Nakon rata se zaposlio u Tvornici strojeva Bratstvo, u Zagrebu, gdje je radio 35 godina, sve do 1982. godine, kada se umirovljuje. Do kraja života živio je sa svojom drugom suprugom na Trešnjevci u Zagrebu.
Imao je dvije kćeri i sina, a umro je 22. studenoga 2000. godine. Ovaj najučinkovitiji hrvatski zračni as u samo 18 borbenih letova ostvario je deset zračnih pobjeda. Na njegovoj listi trofeja nalaze se upisano pet lovaca LaGG-3, dva P-39 Aircobra, jedan La-5, jedan Yak-1 i jedan jurišnik Il-2M3.